# Omar Mukhtar

Omar Mokhtar (Arabisch عمر المختار - Umar Al-Mokhtār) (Janzour, 1862 - Benghazi, 16 september 1931) was van de   Berberse stam Mnifa. Hij werd geboren in het oosten van Barqa.
Omar Mokhtar was de leider van het verzet tegen de Italiaanse bezetting van Libië. Hij was in het verzet vanaf de Italiaans-Turkse Oorlog in 1912 tot zijn arrestatie. Hij voerde een guerrillastrijd tegen de Italiaanse bezetters.

## Arrestatie en executie

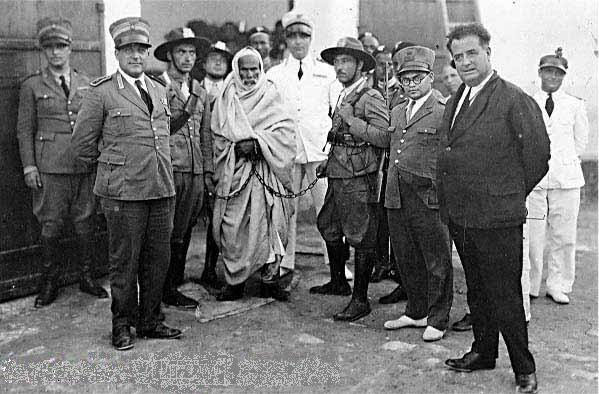
Omar Mokhtar bij zijn arrestatie

Na bijna twintig jaar het verzet te hebben geleid, werd hij gevangengenomen door het Italiaanse leger. Omar Mukhtar werd gebruikt door de Italianen als een trofee. Hoewel hij bijna zeventig jaar oud was, lagen er zware kettingen om zijn armen en benen. Volgens zijn ondervragers las Omar Mukhtar op uit de Koran op de momenten dat hij werd gemarteld. 
Mukhtar werd door de bezetters veroordeeld en openbaar opgehangen op 16 september 1931. Volgens veel geschiedkundigen was het proces tegen hem een showproces en was er van een eerlijke rechtsgang geen sprake.

## Legende
Tegenwoordig staat zijn beeltenis op het briefpapier van 10 Libische dinar. 
In 1981 kwam er een film uit over de laatste jaren van zijn leven, getiteld Lion of the Desert, met onder anderen Anthony Quinn, Oliver Reed en Irene Papas.
Verder zijn er verschillende straten naar hem vernoemd, niet alleen in Libië, maar ook in andere Arabische landen. Hij blijft ook een voorbeeld voor moslims in onderdrukte gebieden.